# Diocesi di Acque Flavie
La diocesi di Acque Flavie (in latino: Dioecesis Aquaeflaviensis), che sorgeva nell'odierna città di Chaves, è una sede soppressa e sede titolare della Chiesa cattolica.

## Storia
Eretta nella seconda metà del IV secolo fu soppressa in seguito all'invasione degli Arabi in Portogallo.
L'unico vescovo di cui si hanno notizie è Idazio dal 427 al 462.
Dal 1969 Aquae Flaviae è annoverata tra le sedi vescovili titolari della Chiesa cattolica; dal 18 febbraio 2011 il vescovo titolare è Pio Gonçalo Alves de Sousa, già vescovo ausiliare di Porto.

## Cronotassi dei vescovi titolari
- Lino Aguirre García † (20 agosto 1969 - 31 dicembre 1970 dimesso)
- Rubén Buitrago Trujillo, O.A.R. † (25 febbraio 1971 - 8 luglio 1974 nominato vescovo di Zipaquirá)[1]
- Stephen Naidoo, C.SS.R. † (2 agosto 1974 - 20 ottobre 1984 nominato arcivescovo di Città del Capo)
- Edouard Mununu Kasiala, O.C.S.O. † (8 novembre 1984 - 10 marzo 1986 nominato vescovo di Kikwit)
- Luis Augusto Castro Quiroga, I.M.C. † (17 ottobre 1986 - 2 febbraio 1998 nominato arcivescovo di Tunja)
- Vicente Costa (1º luglio 1998 - 9 ottobre 2002 nominato vescovo di Umuarama)
- Manuel da Rocha Felício (21 ottobre 2002 - 21 dicembre 2004 nominato vescovo coadiutore di Guarda)
- Anacleto Cordeiro Gonçalves de Oliveira † (4 febbraio 2005 - 11 giugno 2010 nominato vescovo di Viana do Castelo)
- Pio Gonçalo Alves de Sousa, dal 18 febbraio 2011